# جيسوس كرسبو
جيسوس كرسبو هو لاعب كرة قدم برتغالي، ولد في 11 سبتمبر 1899 في البرتغال، وتوفي في 11 سبتمبر 1979. شارك مع منتخب البرتغال لكرة القدم. أما مع النوادي، فقد لعب مع نادي بنفيكا.

## وصلات خارجية
- جيسوس كرسبو على موقع قاعدة بيانات كرة القدم.إي يو (الإنجليزية)
- جيسوس كرسبو على موقع عالم كرة القدم.نت (الإنجليزية)